# Ataranti
Gli Ataranti (in greco antico: Ἀτάραντες?) erano un popolo citato nelle Storie di Erodoto. La caratteristica distintiva era quella di non avere alcun nome proprio, ma di essere conosciuti collettivamente come, appunto, Ataranti.

## Posizione
Gli Ataranti abitavano a dieci giorni di cammino dai Garamanti, una popolazione che si trovava ad altri dieci giorni di cammino da Augila. Erano stanziati intorno ad una collina di sale e ad una sorgente, un luogo probabilmente molto caldo, tant'è che lo stesso Erodoto scrive che questi imprecavano contro il sole e lo insultavano con ogni specie di ingiurie.